# Megalurus gramineus
Megalurus gramineus е вид птица от семейство Locustellidae.

## Разпространение
Видът е разпространен в Австралия и Индонезия.